# Xocotla, Tlalnelhuayocan
Xocotla är en ort i Mexiko.   Den ligger i kommunen Tlalnelhuayocan och delstaten Veracruz, i den sydöstra delen av landet, 220 km öster om huvudstaden Mexico City. Xocotla ligger 1 643 meter över havet och antalet invånare är 398.
Terrängen runt Xocotla är varierad, och sluttar brant österut. Runt Xocotla är det ganska tätbefolkat, med 172 invånare per kvadratkilometer. Närmaste större samhälle är Xalapa, 8,5 km sydost om Xocotla. Omgivningarna runt Xocotla är en mosaik av jordbruksmark och naturlig växtlighet.